# L'Jarius Sneed
(en) Statistiques sur pro-football-reference
L'Jarius Sneed, né le 21 janvier 1997 à Minden en Louisiane, est un sportif professionnel américain de football américain.
Il joue au poste de cornerback dans la National Football League (NFL) depuis la saison 2020 et depuis 2024 pour les Titans du Tennessee.
Au niveau universitaire, il a joué pour les Nulldogs de l'université de Louisiana Tech pendant quatre saisons (2016-2019) dans la NCAA Division I FBS et sa Conference USA où il est sélectionné dans la deuxième équipe C-USA en 2019.
Sélectionné en 138e choix global lors du quatrième tour de la draft 2020 de la NFL par la franchise des Chiefs de Kansas City. Il y reste quatre saisons au cours desquels il remporte les Super Bowls LVII et LVIII après avoir été sélectionné dans l'équipe des rookies de la NFL en 2020.
Le 29 mars 2024, il est échangé aux Titans contre un choix de troisième tour et un échange de choix de septième tour de la draft 2025 et il y signe un contrat de quatre ans pour un montant de 76,4 millions de dollars.